# Saint-Jean-de-Boiseau
Saint-Jean-de-Boiseau är en kommun i departementet Loire-Atlantique i regionen Pays de la Loire i nordvästra Frankrike. Kommunen ligger i kantonen Le Pellerin som tillhör arrondissementet Nantes. År 2022 hade Saint-Jean-de-Boiseau 6 024 invånare.

## Befolkningsutveckling
Antalet invånare i kommunen Saint-Jean-de-Boiseau
| Referens: INSEE |